# Crimsonland
Crimsonland é um jogo de computador arcade, lançado em 22 de abril, 2003. O jogador deve defender-se de encontro aos milhares dos inimigos que o cercam. Este objetivo é realizado usando uma variedade das armas, das habilidades e dos bônus. Crimsonland 2 está atualmente em desenvolvimento. Este jogo 2D utiliza uma visão de cima para baixo. O jogador move-se com o teclado e aponta-se com o mouse.

## Gameplay
Em Crimsonland, há diversos aspectos de gameplay.
Perks
Ao eliminar aliens, ganha pontos de experiência/iniciação. Quando ganha uma determinada quantidade, passa de nível, permitindo que comece um perk. Quando passa a um nível mais elevado, mais experiência é necessária para passar de nível, e começa mais perks. Os Perks vêm em muitos formulários. Alguns perks fazem lhe o reload mais rápido, quando outros o fizerem invencível por 30 segundos, e quando o tempo estiver acima, você morre. Quando você ganhar um nível, cinco perks serão escolhidos aleatoriamente para serem feitos disponíveis para você. Alguns perks têm pré-requisitos, tais como ganhar uma versão mais fraca do perk primeiramente. Determinados perks aumentam o número dos perks aleatórios escolhidos que estão disponíveis. Mais perks são destravados como você níveis completos na modalidade normal da dificuldade. Como você terminar uns níveis mais difíceis, você destrava os perks melhores ou as armas que podem ser usados no jogo.
Armas
Crimsonland tem uma disposição larga das armas no jogo. Há um total de 25 armas, junto com algumas secretas. Quando você termina um nível na dificuldade normal da campanha, você destrava ocasionalmente uma arma. A arma a mais básica no jogo é a pistola, que você liga com em a maioria de níveis da modalidade do Quest. Às vezes, os inimigos deixam cair uma arma, que você possa escolher acima e uso. As possibilidades desta que acontece são muito elevadas quando você começa o nível, mas diminuem depois que você obtem uma arma diferente. Todas as armas têm uma estadia do reload, dependendo de como poderoso são. o pulso-injetor, por exemplo, não tem virtualmente nenhuma hora do reload, mas não é muito eficaz de encontro aos hordes dos inimigos. Algumas armas têm um impacto em sua velocidade. Se você obtiver "um minigun médio", seu caráter mover-se-á muito lentamente, mas ter-se-á lotes do firepower. Também, todas as armas têm uma quantidade diferente de ammo no armazenamento. Um lançador do foguete, por exemplo, tem somente cinco foguetes antes que recaregue, quando um rifle de assalto tiver 25 círculos. Cada arma que é destravada é mostrada das "na base de dados armas" dentro do jogo. Todas as armas têm um número com elas. Uma ocorrência estranha nesta é que algumas armas saltaram números no jogo, e que dois destes são o injetor da lâmina e o Shrinkifier já descobertos 3k. Detalhes sobre armas secretas: Divisor-Injetor - embora não uma arma secreta, ele seja obtida pelo Quest batendo na modalidade do hardcore. Dispara em uma bala, e quando a bala bate um inimigo, racha em duas balas, e continua este processo até que saia da tela. A arma pode também batê-lo, mesmo se você tiver um bônus do protetor sobre. Shrinkifier 5k (3k nas versões mais velhas) - obtidas jogando a modalidade da sobrevivência, e evitando inimigos por 65 segundos, sem disparar n. Encolhe um inimigo se bater um, até que o inimigo desapareça. Não aparece na base de dados das armas se encontrado. Injetor da lâmina - obtido matando três inimigos (não aranhas) como você começar em uma formação do triângulo. Andar no meio do triângulo, e a espera até que você esteja quase inoperante, funcionado então para fora, e você começá-lo-ão. Alguns relatórios dizem também que este trabalha se você matar um inimigo, a seguir anda em onde a bala o bateu (onde o powerup seria), e espera até que você esteja quase inoperante, a seguir para matar os inimigos que ferido lhe. Esta arma é similar ao injetor do gauss, mas a lâmina que dispara é mais lenta, e cleaves através dos inimigos sem parar. Não aparece na base de dados das armas se encontrado. Injetor Grim - ESTE INJETOR NÃO É UNLOCKABLE NO JOGO. O injetor de Flameburster, de raio, o lançador de Transmutor 500, e de Nuke são destravados cortando o código do hex mas não trabalham. O injetor da bolha, o injetor do spreadher do praga, e o injetor do arco-íris podem somente ser destravados cortando o código do hex do jogo. O flamer da hora é destravado cortar do código do hex.
Lista de Armas
Pistola (No. 1) Rifle de assalto (No. 2) Shotgun (No. 3) Injetor sawed-fora de Submachine do shotgun (No. 4) (No. 5) Gauss-injetor (No. 6) Minigun médio (No. 7) Flamethrower (No. 8) Rifle do plasma (No. 9) Multi-plasma (No. 10) Minigun do plasma (No. 11) Lançador do foguete (No. 12) O Seeker sobe rapidamente (No. 13) Shotgun do plasma (No. 14) Tocha de sopro (No. 15) Os swarmers do Mini-Foguete (No. 17) sobem rapidamente o minigun (No. 18) Injetor do pulso (No. 19) Jackhammer (No. 20) Rifle do íon (No. 21) Minigun do íon (No. 22) Shotgun do íon (No. 23) Canhão do plasma (No. 28) Shotgun do Gauss (No. 30) Canhão do íon (No. 31) Divisor-Injetor (No. 32)
Bônus
Durante todo o jogo, os inimigos deixarão cair determinados bônus, tais como um protetor, ou +500 pontos. Há um bônus secreto extremamente raro chamado "Energizer", esse gira os inimigos azuis e fá-los funcionar longe de você. Você pode também "comê-los" quando este bônus for ativo. Diz-se que este bônus é um Pac-Homem do tributo. Os outros bônus são: Balas do fogo: Porque você ateia fogo a sua arma, os fireballs atearão fogo fora de sua arma que atravessa tudo que mata todos os monsters em seu trajeto. Protetor: Makes você invincible por um período de tempo curto. Freeze: Gira todos os monsters em blocos do gelo. Energizer: Explicado acima. exp 2x.: Dobra a quantidade de experiência que você ganha para a quantidade de tempo você tem este bônus. exp 500&1000.: Dá-lhe o valor da experiência indicado no ícone do bônus. Nuke: Uma explosão gigante que destrua quase tudo em torno de você. Explosão do fogo: Sempre que você escolhe este bônus acima, os fireballs dispararão fora de você em todos os sentidos. Armas: Dá-o o que arma o retrato no bônus descreve. Corrente de choque: Emite para fora uma explosão do íon que salte do inimigo ao inimigo. [editar] modalidades Crimsonland caracteriza uma disposição larga das modalidades para único dos dois jogadores o jogo do jogador e. Quest: Esta é essencialmente a modalidade da "campanha" do jogo. Originalmente, o jogo teve 4 episódios, com 10 níveis em cada. Setembro em 9, 2003, uma versão nova foi liberada que adicionasse mais armas, perks, e um 5º episódio novo ao jogo. Cada episódio tem um tipo diferente do terreno, tal como gramíneo, ou o gelo. Se você bater a modalidade do quest, uma modalidade nova do "hardcore" está destravada, junto com uma modalidade de "Typ'o'shooter". A modalidade de Hardcore é uma versão muito mais difícil dos níveis. Se o hardcore for batido, a seguir um "Divisor-Injetor novo" está destravado. Sobrevivência: Nesta modalidade, você tem que permanecer vivo para conseguir a contagem a mais elevada possível. Você começa com uma pistola, e os estrangeiros começam lentamente atacar. Enquanto o jogo progride, o monster diferente datilografa, e mais monsters saem mais rapidamente. Esta modalidade não tem nenhuma extremidade, e reserva-a ganhar perks para ajudar-lhe. Arremetidas: Esta modalidade, como a sobrevivência, não tem também nenhuma extremidade. Você começa com um rifle de assalto, e deve prender fora de um horde stampeding dos inimigos contanto que possível. Não há nenhuma perks, melhoramento, ou arma que você pode começar, mas seu rifle de assalto não tem nenhum reload. Nesta modalidade, o objetivo é permanecer vivo contanto que possível. Tutorial: Esta modalidade ensina-lhe como jogar ao redor Crimsonland, perks do uso, armas do fogo, movimento, etc. Typ'o'Shooter: Esta é uma modalidade secreta, destravada batendo a modalidade do Quest na dificuldade normal. Você está em um lugar, incapaz de mover-se, e armado com um shotgun. Os Monsters tentarão matá-lo, e todo têm palavras acima de suas cabeças. Se você datilografar uma palavra com sucesso, você ateará fogo para o inimigo e matá-la-á geralmente. Porque o jogo vai sobre, os monsters terão uma quantidade maior de palavras em sua cabeça. Também, os perks não estão disponíveis nesta modalidade. Este jogo nunca termina, e como a modalidade das arremetidas, o objetivo é permanecer vivo contanto que possível, e matar tantos como monsters como você pode.
Inimigos
Em Crimsonland, há uma disposição larga dos inimigos. Todos os inimigos têm uma cor aleatória e fazem-na sob medida. Na maioria das vezes, maiores são mais duros de matar. Alguns inimigos são também invisíveis, quando outros dispararem em você. Há também "hives", inimigos desse produto. Está aqui uma lista dos inimigos: Estrangeiros - estrangeiros normais, rápido dos diabos da velocidade (pequeno, estrangeiros vermelhos, vermelho, do assassino) Zombis - Zombi-Produzindo zombis (mestres) do zombi, zombis normais Lagartos - lagartos normais, reis do lagarto, (duramente para matar lagartos) Aranhas - aranhas Plasma-Disparando, aranhas Plasma-Disparando minúsculas, dividindo aranhas (Spideroids), aranhas normais Inimigos invisíveis - inimigos invisíveis normais (Ghosts) Aranha Plasma-Disparando Ninho-Minúscula produzindo ninhos, estrangeiro normal produzindo ninhos, aranha normal produzindo ninhos, lagarto produzindo ninhos.
Mini Jogos
Há somente um mini-jogo, chamado o Keeper de Estrangeiro Jardim zoológico, que pode ser destravado estalando em cada fileira na seção dos créditos que tem um 0 ou em um O nele. O objetivo no jogo é cancelar a área dos aliens pondo 3 aliens da mesma cor em uma fileira. Você não pode destravar nenhumas armas novas ou perks com este mini-jogo, é somente para o divertimento. Não é possível cancelar a tela.
Erros
Se você girar efeitos sadios fora no menu das opções, as balas do fogo de não aparecerão. Se você começar meu perk da arma do favorito antes do maniac do ammo, a seguir quando você começa o maniac do ammo, você perderá as balas ganhas por meu perk da arma do favorito. Os monsters da bala e o injetor disparando do divisor podem feri-lo quando você tem o perk do pulso de disparo da morte. Se você puser a textura do terreno sobre o dobro, o tamanho de corpo está dobrado. Aquele é ele para agora.
Trivia
Os muitos 'dos Perks " são muito familiares aos jogadores do Fallout do jogo, tais como o Mess sangrento e o Jinxed.